# Тригубы
Тригубы (укр. Тригуби) — село,
Калюжненский сельский совет,
Лебединский район,
Сумская область,
Украина.
Код КОАТУУ — 5922983710. Население по переписи 2001 года составляло 7 человек .

## Географическое положение
Село Тригубы находится на расстоянии в 0,5 км от сёл Ляшки и Вершина.